# Блайт, Бетти
Бетти Блайт (англ. Betty Blythe, 1 сентября 1893 — 7 апреля 1972), урождённая Элизабет Блайт Слотер — американская актриса немого кино.

## Биография
Будущая актриса родилась 1 сентября 1893 года в Лос-Анджелесе, США. Получила образование в университете Южной Калифорнии. Начала свою артистическую карьеру на сцене театра, затем в 1916 году дебютировала на киноэкране в возрасте девятнадцати лет. В юности жила в Париже, куда родители отправили её брать уроки вокала.
В 1918 году кинокомпания Fox Film заключила с Бетти контракт, предполагая, что она заменит актрису Теду Бару, чья звезда к тому времени начала клониться к закату. В 1919 году она вышла замуж за режиссёра Пола Скардона и прожила с супругом вплоть до его смерти в 1954 году.
Самыми известными работами актрисы являются экзотическая мелодрама 1921 года «Царица Савская» — трагическая история любви царя Соломона и царицы Савской, где Бетти исполнила главную роль, — и фантастическая картина 1925 года «Она». В 30-х годах Бетти без особенного труда осуществила переход к звуковым фильмам, но, так как к тому времени красота её поблекла, актрису стали приглашать в основном на второстепенные роли.
Актриса скончалась в Лос-Анджелесе 7 апреля 1972 года от сердечной недостаточности, в возрасте семидесяти девяти лет. Бетти Блайт была удостоена звезды на голливудской «Аллее славы».

## Фильмография
- 1928 — Славная Бетси — принцесса Фредерика